# Non-stop (film)
Non-stop este un film românesc din 1982 regizat de Manole Marcus. Rolurile principale au fost interpretate de actorii Mitică Popescu, Catrinel Dumitrescu și Constantin Cojocaru.

## Rezumat
Au fost folosite secvențe din filmele realizate de Elisabeta Bostan (Veronica, Mama), Alexandru Bocăneț (Gloria nu cîntă), Dinu Cocea (Haiducii lui Șaptecai), Al. G. Croitoru (Vîrstele omului), Jean Georgescu (Pantoful Cenușăresei), Ion Popescu Gopo (S-a furat o bombă, De-aș fi Harap Alb, Faust XX, De trei ori București, Povestea dragostei), Cezar Grigoriu (Dragoste la zero grade, Împușcături pe portativ), Mirel Ilieșu (Ritmuri potrivite), Mircea Iva (Reportaj televizat), Manole Marcus (Actorul și sălbaticii, Punga cu libelule, Nu vreau să mă-nsor), Aurel Miheleș (Fetița cu chibrituri), Ion Moscu și Dumitru Done (Cîntarea României), Francisc Munteanu (Tunelul, Cîntecele mării, Melodii, melodii) și Geo Saizescu (Eu, tu și Ovidiu).

## Distribuție
Distribuția filmului este alcătuită din:
- Mitică Popescu — El (maestrul dansator)
- Catrinel Dumitrescu — Ea
- Constantin Cojocaru — Dânsul